# Intelektuál
Intelektuál (z franc. l'intellectuel, z lat. intellegere, chápat, rozumět) je novověké označení pro humanitně či jinak vzdělané lidi, kteří se vyjadřují k veřejným otázkám, ačkoli se sami nepodílejí na vládě a moci.

## Význam
Intelektuál sice bývá zároveň příslušníkem inteligence, není to však totéž, protože intelektuál nemusí nutně být vysokoškolák (akademik), ani pracovat v odpovídajícím zaměstnání. Obvykle se charakterizuje nadprůměrnou schopností slova, mluveného i psaného, snahou o originalitu, jistou nezávislostí a kritičností, ochotou vyjadřovat se o závažných otázkách srozumitelně a hlavně přitažlivě. Intelektuál ovšem také nenese za nic odpovědnost a může mít sklon k vytváření a šíření ideologií, včetně totalitních. Vcelku mívají intelektuálové sklon spíše k levici, ke kritice moci, poměrů a podobně.

## Původ
Lidé, které bychom dnes označili za intelektuály, se začali vyskytovat od 18. století jako nezávislí spisovatelé bez pevných institučních vazeb, kteří se rádi vyjadřovali k obecným a veřejným otázkám. Byli na jedné straně kritičtí k veřejným poměrům, ale na druhé straně byli často zváni do salonů i k panovnickým dvorům (Voltaire). Slovo intelektuál jako společné označení vzniklo ve Francii koncem 19. století jako hanlivé označení pro kritiky Dreyfusovy aféry, kterým politikové (Georges Clémenceau, 1892) vytýkali elitářství, nedostatek vlastenectví a loajality.

## Sporná hodnocení
Podobně pejorativní význam mělo slovo intelektuál v nacistickém Německu, kdežto v komunistickém slovníku se střetávala dvě opačná pojetí. Na jedné straně byli marxističtí intelektuálové, kteří se sami chápali jako „dělníci pera“ a součást pracující třídy, na druhé straně byli čas od času terčem těžkých útoků (například „intelektuálština“) i persekucí: typický levicový intelektuál Záviš Kalandra byl roku 1950 dokonce popraven. Naproti tomu mnozí intelektuálové pokládali sami sebe za „svědomí společnosti“ a osobovali si právo společnost hodnotit, což pochopitelně vyvolávalo nepříznivé reakce. Jiní se zase propůjčovali k tomu, že obhajovali vládnoucí garnitury a obstarávali jim ideologickou podporu. To platí i pro mnoho komunistických intelektuálů v Československu.
| „                | Funkcí intelektuála je obracet pozornost k zastíraným skutečnostem. | “ |
| — Sighard Neckel |                                                                     |   |

| „               | Intelektuál je člověk, který chodí do knihovny i když neprší. | “ |
| — André Roussin |                                                               |   |